# Sounds
Pour les articles homonymes, voir Sound.
 (septembre 2021).
Sounds fait partie dans les années 1970 d'un des trois principaux hebdomadaires musicaux avec le Melody Maker et le New Musical Express. Face à ses deux rivaux plus anciens et aux choix musicaux plus conformistes, Sounds choisit de se consacrer au heavy metal. Par la suite, il s'ouvre à d'autres courants musicaux et notamment à la vague du punk rock. En 1977, Sounds est ainsi le premier magazine à écrire sur la scène punk et reste fidèle à ce mouvement, puisque son rédacteur en chef, Garry Bushell, est un des rares journalistes anglais à s'intéresser à la scène Oi! qui prend de l'ampleur en Angleterre au début du thatcherisme. Le New Musical Express accuse alors Bushell d'être un fasciste et ce dernier est obligé de contre-attaquer par un procès et une lettre qu'il publie dans son journal où il affirme être « un socialiste, un syndicaliste et un patriote ».
Le premier numéro de Sounds a été publié le 10 octobre 1970 et le dernier est sorti le 6 avril 1991 au Royaume-Uni.

## Sources et références
1. ↑  Pierre Mikaïloff, Dictionnaire raisonné du punk, éditions Scali, 2007